# Hexagone (chanson)
Pour les articles homonymes, voir Hexagone (homonymie).
Pistes de Amoureux de Paname
La Coupole Écoutez-moi les gavroches
Hexagone est une chanson de Renaud, parue en 1975 dans l'album Amoureux de Paname. 
Une première version live figure dans la compilation double album Printemps de Bourges 1978. En 2007, une nouvelle version enregistrée en public est diffusée en single live extraite de l'album Tournée Rouge Sang. 

## Contenu
La chanson, par ailleurs interdite d'antenne sur France Inter pendant la durée de la visite du Pape Paul VI en 1975,  raconte de manière critique une année dans la vie des Français. C'est ainsi que Renaud passe en revue, mois après mois, les habitudes et us du peuple français, sur un ton sarcastique virulent : « Être né sous le signe de l'Hexagone / C'est vraiment pas une sinécure / Et le roi des cons sur son trône / Il est français, ça j'en suis sûr ».
Hexagone, en référence au surnom donnée à la France dans les années 1860 par les hussards noirs, se compose de quatre couplets, chaque couplet étant consacré à un trimestre dans la vie des Français. Renaud critique ainsi :
- Janvier : les fêtes du début d'année dans un pays qui ne change pas (« Ils s'embrassent au mois de janvier / Car une nouvelle année commence / Mais depuis des éternités / Elle a pas tellement changé, la France »)
- Février : l'affaire de la station de métro Charonne (« Ils sont pas lourds, en février, / À se souvenir de Charonne, / Des matraqueurs assermentés / Qui fignolèrent leur besogne ») et la police en général (« Pour faire régner l'ordre public / Ils assassinent impunément »)
- Mars : la peine de mort. Renaud met en parallèle la situation de la France (où la dernière exécution d'un criminel de droit commun remonte alors au 12 mai 1973[3]) et celle de l'Espagne franquiste, en évoquant l'exécution de deux militants du MIL dont l'anarchiste catalan Salvador Puig i Antich, le 2 mars 1974. (« Quand on exécute au mois d'mars / De l'autr' côté des Pyrénées / Un anarchiste du Pays basque / ... / Mais ils oublient qu'la guillotine / Chez nous aussi fonctionne encore »). La peine de mort sera abolie pour les crimes de droit commun en 1978 en Espagne (dernières exécutions en 1975), puis en 1981 pour tous les crimes en France (dernière exécution en 1977).
- Avril : les dictons populaires, et plus généralement le caractère traditionaliste des Français (« On leur a dit, au mois d'avril / À la télé, dans les journaux, / De pas se découvrir d'un fil / ... / Les vieux principes du seizième siècle / Et les vieilles traditions débiles / Ils les appliquent tous à la lettre »). Renaud modifiera aussi légèrement les paroles en live en inversant Débiles et Imbéciles dans « Et les vieilles traditions débiles » et « Ils font pitié ces imbéciles »
- Mai : la Commune de Paris de 1871 et sa semaine sanglante (« Ils se souviennent au mois de mai / D'un sang qui coula rouge et noir / D'une révolution manquée / Qui faillit renverser l'histoire ») puis de la victoire de la droite aux élections législatives à la suite des événements de Mai 68 (« J'me souviens surtout d'ces moutons / Effrayés par la liberté /S'en allant voter par millions / Pour l'ordre et la sécurité »).
- Juin : le 30e anniversaire du Débarquement malgré l'adhésion des Français au régime de Vichy et la collaboration sous l'Occupation  (« Ils commémorent au mois de juin / Un débarquement d'Normandie / ... / Ils oublient qu'à l'abri des bombes / Les Français criaient "Vive Pétain" »)
- Juillet : la fête nationale du 14 juillet, commémorant une révolution « qui n'a jamais éliminé / La misère et l'exploitation ».
- Août : les Français en vacances (« En Espagne, en Grèce ou en France / Ils vont polluer toutes les plages / Et par leur unique présence / Abîmer tous les paysages »)
- Septembre : la réaction de la France au coup d'État de Pinochet au Chili, le 11 septembre 1973. (« Un ambassadeur se ramène / Bras ouverts il est accueilli / Le fascisme c'est la gangrène / À Santiago comme à Paris. ».
- Octobre : le vin et le camembert érigés en symboles nationaux (« Finies les vendanges en octobre / ... / Leur pinard et leur camembert / C'est leur seule gloire à ces tarés »)
- Novembre : le Salon de l'auto et, par extension, tout « opium du peuple » permettant aux Français d'oublier leur condition (« La bagnole, la télé, l'tiercé / C'est l'opium du peuple de France »).
- Décembre : les fêtes de fin d'année dans un pays qui ne change toujours pas (« Ils sont toujours aussi moroses / Mais y a d'la joie dans les ghettos / La Terre peut s'arrêter d'tourner / Ils rat'ront pas leur réveillon »).

## Évolution des paroles
Certaines paroles sont légèrement modifiées au cours des tournées suivantes. Ainsi dans la version de 2007 :
- Dans le couplet de mars, la peine de mort ayant été abolie les paroles sont modifiées : « Mais ils oublient qu'la guillotine / Chez nous aussi ça plaît encore »
- Dans le couplet d'avril, « Les vieilles traditions débiles » sont remplacées par « Les traditions imbéciles ». « Ils les appliquent tous à la lettre » est remplacé par « Ils les appliquent au pied de la lettre ». « Y m'font pitié ces imbéciles » est remplacé par « Y m'font pitié tous ces débiles ».
- Dans le premier refrain, « Et le roi des cons sur son trône, j'parierais pas qu'il est allemand » est remplacé par « Et le roi des cons sur son trône, j'parierai pas qu'il est flamand ».
- Dans le couplet de juin, dans l'album live Tournée Rouge Sang, Renaud ajoute à la fin du couplet : « Ils ont raison! »).
- Dans le couplet de juillet, « gouvernés comme des pions » est remplacé par « gouvernés par des cons » (auquel s'ajoute : « Et c'est pas fini! » dans l'album live Tournée Rouge Sang).
- Dans le couplet d'août, « Un peu la machine » est remplacé par « Enfin la machine ».
- Dans le couplet de septembre, il est fait référence à la Colombie et au gouvernement d'Álvaro Uribe : « Le fascisme c'est la gangrène / De Bogota jusqu'à Paris ».
- Dans le couplet de décembre, une partie des paroles est dédoublée : « Mais y a d'la joie dans les ghettos, y a d'la joie », cette partie étant reprise en chœur par le public.
- Dans le dernier refrain, « Y aurait cinquante millions de prétendants » est remplacé par « Y aurait soixante millions de prétendants ».

La Tournée Rouge Sang de Renaud comporte ainsi ces modifications.

## Réception
- La chanson donne son titre à Hexagone 2001… rien n'a changé, un album de reprises de Renaud par des rappeurs.
- Dans son autobiographie, l'historien Ivan Jablonka évoque la chanson : « Nous communions dans la révolte. Nous savourions le vitriol d’Hexagone, qui étrille les Français en douze vignettes, de janvier à décembre. »[4].